# Фузаро, Лу
Лу Фузаро (англ. Lou Fusaro) или Луис Фузаро (англ. Louis Fusaro) — американский кино- и телепродюсер и деятель киноиндустрии итальянского происхождения. Так же снимался в качестве актёра в небольшой эпизодической роли в сериале Californication, который в то время продюсировал.

## Русское написание фамилии
В русскоязычном интернете наиболее распространено неправильное написание фамилии — Фусаро, тогда как верный с точки зрения итальянско-русской практической транскрипции вариант Фузаро употребляется достаточно редко.

## Фильмография
| Год       |     | Русское название                       | Оригинальное название                                      | Роль                                                                  |
| --------- | --- | -------------------------------------- | ---------------------------------------------------------- | --------------------------------------------------------------------- |
| 1975      | ф   |                                        | The Happy Hooker                                           | unit coordinator, как Луис Фузаро                                     |
| 1979      | ф   |                                        | Last Embrace                                               | unit manager                                                          |
| 1979      | тф  |                                        | My Old Man                                                 | production manager, как Луис Фузаро                                   |
| 1980      | ф   | Таймс-Сквер                            | Times Square                                               | unit manager                                                          |
| 1981      | ф   |                                        | So Fine                                                    | assistant unit production manager                                     |
| 1983      | ф   | Лёгкие деньги                          | Easy Money                                                 | production manager: Флорида, как Луис Фузаро                          |
| 1985—1990 | с   | Полиция Майами                         | Miami Vice                                                 | unit production manager                                               |
| 1991      | ф   |                                        | Off and Running                                            | production manager                                                    |
| 1992      | ф   |                                        | Missing Pieces                                             | unit production manager                                               |
| 1993      | тф  |                                        | With Hostile Intent                                        | unit production manager                                               |
| 1993      | ф   | Только сильнейшие                      | Only the Strong                                            | unit production manager                                               |
| 1995—1996 | с   | Флиппер                                | Flipper                                                    | production manager, как Луис Фузаро                                   |
| 1996      | ф   | Замена                                 | The Substitute                                             | сопродюсер unit production manager                                    |
| 1996      | с   | Мистер и Миссис Смит                   | Mr. & Mrs. Smith                                           | unit production manager                                               |
| 1996—2003 | с   | Шоу Дрю Кэри                           | The Drew Carey Show                                        | продюсер unit production manager                                      |
| 2000      | док | В чужие руки: Истории Киндертранспорта | Into the Arms of Strangers: Stories of the Kindertransport | линейный продюсер                                                     |
| 2001      | тф  |                                        | Rock & Roll Back to School Special                         | продюсер                                                              |
| 2004—2005 | с   | Детектив Раш                           | Cold Case                                                  | unit production manager                                               |
| 2005—2006 | с   | Фредди                                 | Freddie                                                    | продюсер unit production manager                                      |
| 2007      | тф  |                                        | The Middle                                                 | unit production manager                                               |
| 2007—2008 | с   |                                        | Notes from the Underbelly                                  | unit production manager                                               |
| 2008      | тф  |                                        | The End of Steve                                           | продюсер                                                              |
| 2009      | кор |                                        | Captain                                                    | исполнительный продюсер                                               |
| 2010      | с   | Эта страшная буква «Р»                 | The Big C                                                  | продюсер                                                              |
| 2011      | тф  |                                        | Circling the Drain                                         | продюсер                                                              |
| 2011      | ф   |                                        | Falling Overnight                                          | исполнительный продюсер                                               |
| 2011      | с   |                                        | The Booth at the End                                       | исполнительный продюсер                                               |
| 2007—2013 | с   | Californication                        | Californication                                            | продюсер исполнительный сопродюсер линейный продюсер парень в феррари |

## Награды и номинации
В 1985 году награждён премией «Эмми» в категории Outstanding Technical Direction/Electronic Camera/Video Control for a Limited Series or a Special вместе с восемью коллегами за телепроект «The Magic of David Copperfield VII: Familares».
В 2010 году номинировался на Премию Гильдии продюсеров США за сериал Californication в категории телепродюсер эпизода.